# Yoga Iyengar
Pour les articles homonymes, voir Iyengar.
 (décembre 2015).

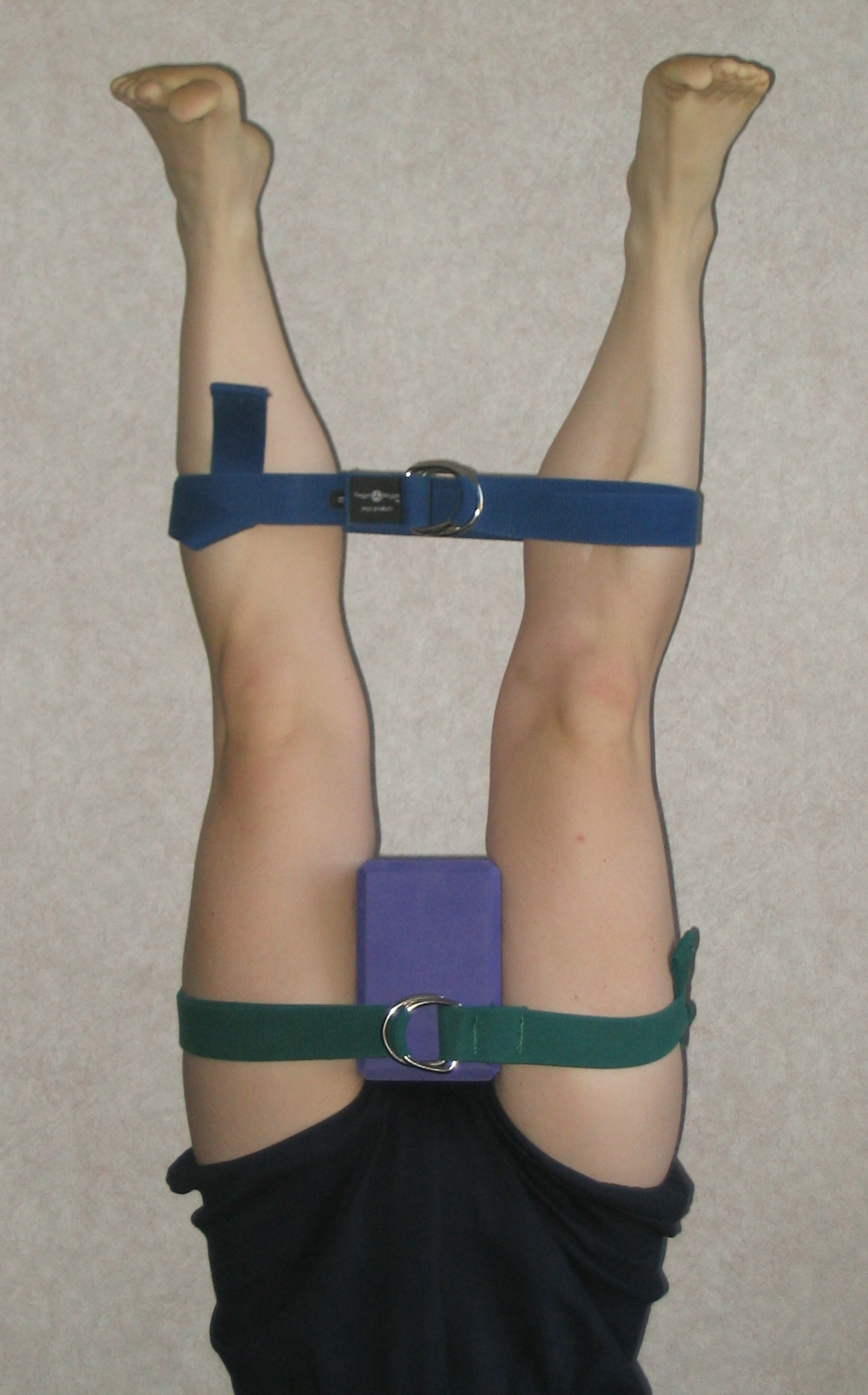
Jambes maintenues par des sangles et un bloc de styromousse dans une posture de yoga Iyengar.

Le Yoga Iyengar est une forme de yoga postural créée par B.K.S. Iyengar et exposée dans son livre Light on Yoga (en) publié en 1966.
Il est basé sur la pratique approfondie des asanas (les postures de yoga) et du pranayama (la respiration yogique). Après avoir étudié plus de 200 asanas classiques et 14 types différents de pranayama, B.K.S. Iyengar les a synthétisés et ordonnés en ordre de difficulté croissante, pour permettre au novice une progression graduelle en fonction de son niveau.
L’enseignement du yoga Iyengar se caractérise par l’attention portée à l’alignement des différentes parties du corps dans l’espace, l’organisation des postures en séquences, et l’emploi de supports (sangles, briques, couvertures, chaises, cordes…) pour aider le corps à se maintenir dans les bonnes postures.
Comme d'autres types de yoga, il met l'accent sur le renforcement et l'équilibre du corps, ainsi que sur la concentration (dharana) et la méditation (dhyana), pour parvenir à une meilleure intégration du corps et de l'esprit et à un approfondissement spirituel.